# HK MP7
« MP7 » redirige ici. Pour les autres significations, voir MP7 (homonymie).
Le MP7 est un pistolet-mitrailleur répondant au principe d’Advanced Personal Defense Weapon (APDW) qui vise à combler le fossé entre le pistolet-mitrailleur conventionnel et le fusil d'assaut. Les PDW sont destinés à doter les troupes qui ne sont pas directement employées dans les combats d’une capacité de riposte significative. Les officiers, équipages de chars ou servants d’artillerie n’ont pas besoin de s’encombrer d’un fusil d’assaut mais doivent néanmoins pouvoir faire face à une attaque inopinée et défaire des adversaires équipés de vestes pare-éclats en mesure de stopper une munition d’arme de poing.
Le MP7 est la réponse fournie par Heckler & Koch à cette demande. Il s’agit de la deuxième arme mise en production répondant à cet impératif, le premier étant le FN P90 de la FN Herstal. L’idée est de proposer une arme légère tirant une munition spécifique de petit calibre ayant une vitesse à la bouche élevée. Le MP7 tire ainsi une munition originale dont la dernière version est dotée d’un projectile en acier de 4,6 millimètres pour une masse de 2 grammes sortant du canon à 720 mètres par seconde qui est en mesure de perforer un casque ou un gilet pare-balles jusqu’à une distance d’au moins 200 mètres. Lors d’une présentation effectuée en 2003, la munition aurait perforé la protection standardisée CRISAT (constituée de vingt plis de kevlar derrière une plaque d’1,6 mm de titane) à la distance de 300 mètres, ce qui représente le triple du requis OTAN de l’époque.
L’arme en elle-même est construite en polymère renforcé d’acier pour la carcasse. Le chargeur de 20 coups (des chargeurs de 30 ou 40 coups sont disponibles) est disposé dans la poignée. Le MP7 est équipé à l’avant d’une seconde poignée pliante et d’une crosse télescopique à l’arrière. L’arme qui est particulièrement légère peut donc être tirée à une main comme un gros pistolet en raison du faible recul de ses munitions, à deux mains grâce aux deux poignées pistolets ou encore comme une arme d’épaule avec la crosse dépliée. Cette arme est donc particulièrement polyvalente, elle peut prétendre à concurrencer des pistolets-mitrailleurs compacts comme le MP5K jusqu’aux fusils d'assaut à canon court.
Son mécanisme à gaz est une version réduite de celui du HK G36, ce qui est très rare pour un pistolet-mitrailleur généralement opéré par recul. L’arme tire ainsi à culasse verrouillée, ce qui favorise la précision au coup par coup puisqu'elle ne se déplace pas avant le tir.
Le MP7 est entré en production en 2001 et a été évalué par l’OTAN en même temps que son concurrent le FN P90. Les résultats ont indiqué que le calibre du P90 est « sans aucun doute plus efficace ». Cependant, la délégation allemande ainsi que d'autres ont rejeté la recommandation de l'OTAN que le calibre soit standardisé, le processus est donc interrompu pour une durée indéterminée,.

## Utilisateurs
- Albanie : forces spéciales de l’armée albanaise[6].
- Algérie : forces spéciales algériennes[7].
- Australie [8]
- Autriche : GEK Cobra[9]
- Bangladesh : forces spéciales de l’armée bangladaise.
- Brunei : MP7A1 utilisées par les forces spéciales de l’armée brunéienne[10].
- Vatican : MP7A1 utilisées par la Garde suisse pontificale[11].
- République tchèque : MP7A1 utilisées par la police de la République tchèque[12].
- États-Unis : SEAL[13]
- Égypte : Forces spéciales égyptiennes
- Estonie : forces spéciales estoniennes[14].
- France : MP7A1 utilisées par les forces spéciales françaises, le GIGN, et le Service Action de la DGSE.
- Allemagne : MP7A1 utilisées par la Bundeswehr et de nombreuses unités de la police allemande et des forces spéciales allemandes[15].
- Géorgie [16]
- Grèce : forces spéciales de l’armée grecque.
- Indonésie : forces spéciales de l’armée indonésienne.
- Irlande : MP7A1 utilisées par de nombreuses unités de la police irlandaise[17].
- Italie : Armée italienne et forces spéciales de la police italienne[8].
- Japon : forces spéciales japonaises[18].
- Jordanie : forces spéciales jordaniennes.
- Malaisie : MP7A1 utilisées par les forces spéciales de la police royale malaisienne[19].
- Maurice : MP7A1
- Norvège : MP7A1 utilisées par l’armée norvégienne[20].
- Oman
- Corée du Sud : forces spéciales de la police sud-coréenne et la sécurité du président sud-coréen[21].
- Royaume-Uni : MP7A1 utilisées par la police britannique[22].
- Roumanie : MP7A1 utilisées par les forces spéciales de la police roumaine[23].
- Serbie : MP7A1 utilisées par les forces spéciales serbes[24].
- Suède : forces spéciales suédoises.

## Apparitions
Le HK MP7 est utilisable dans plusieurs jeux vidéo :

Il est également présent dans le long métrage Sucker Punch, de Zack Snyder — porté par Baby Doll lors de l'attaque de la forteresse du dragon — et dans la saison 8 de la série 24 heures chrono. Il apparaît également dans la série Stargate SG-1 à partir de la saison 4, épisode 8.